# Шаровицы
Шаровицы — деревня в Ленском районе Архангельской области. Входит в состав Козьминского сельского поселения.

## География
Находится в юго-восточной части Архангельской области на расстоянии приблизительно 6 км на юг по прямой от села Лена.

## История
В 1859 году здесь (деревня Яренского уезда Вологодской губернии) было учтено 13 дворов.

## Население
Численность населения: 87 человек (1859 год), 5 (русские 100 %) в 2002 году, 6 в 2010.